# La Unión (Lempira)
Pour les articles homonymes, voir La Unión.
La Unión est une municipalité du Honduras, située dans le département de Lempira. La municipalité est fondée en 1916. Elle comprend 6 villages et 43 hameaux.

## Source de la traduction
- (en) Cet article est partiellement ou en totalité issu de l’article de Wikipédia en anglais intitulé « La Unión, Lempira » (voir la liste des auteurs).